# Universidad Nacional Hermilio Valdizán
La Universidad Nacional Hermilio Valdizán, abreviatura UNHEVAL, es una universidad pública peruana con sede en la ciudad de Huánuco. Tiene subsedes en cuatro provincias del departamento del mismo nombre. Fue nombrada en honor del médico peruano Hermilio Valdizán, oriundo de la ciudad de Huánuco.

## Historia
La Universidad Nacional Hermilio Valdizán inicia su funcionamiento el 11 de enero de 1961, en el marco de una histórica asamblea cívico - popular convocada por el Comité Pro Universidad Comunal, presidido por el ilustre huanuqueño Dr. Javier Pulgar Vidal.
Dicha asamblea se efectuó en la que fuera la casa del héroe Leoncio Prado Gutiérrez. Se dio inicio a una trayectoria de lucha en favor de la cultura y el desarrollo del pueblo de Huánuco.
Nació como una universidad Comunal filial de la Universidad Comunal del Centro, (desde 1962, Universidad Nacional del Centro del Perú), en mérito a la Ley N° 13827, del 2 de enero de 1962, promulgada en el gobierno de Don Manuel Prado Ugarteche. Inició su funcionamiento con la creación de las facultades de Educación, Recursos Naturales y Ciencias Económicas, siendo su primer Rector el Dr. Javier Pulgar Vidal.
Ante el clamor de la comunidad universitaria y la población huanuqueña, que solicitaban la autonomía de la Universidad Comunal de Huánuco, se gestionó ante el Congreso de la República su conversión en Universidad Nacional; anhelo que finalmente se logró durante el gobierno del Arq. Fernando Belaúnde Terry, con la dación de la Ley N° 14915, del 21 de febrero de 1964, con la que se crea la Universidad Nacional Hermilio Valdizán, llamada así en homenaje a ese ilustre huanuqueño, médico, psiquiatra, de reconocido prestigio nacional e internacional.
Actualmente, la Universidad Nacional Hermilio Valdizán tiene una moderna infraestructura en la Ciudad Universitaria de Cayhuayna, que la pone a la altura de las mejores universidades de Latinoamérica. En sus claustros se brinda una educación de calidad que contribuye con el desarrollo de la Región Huánuco y del país a través de la formación académico profesional, la investigación, la proyección social y la extensión universitaria, y los estudios de posgrado.
La Universidad Nacional Hermilio Valdizán es cantera de hombres que contribuyen en la formación de una sociedad libre, justa y solidaria que, a través de la creación de conocimientos con pertinencia social y contenido ético, buscan que las ciencias tecnológicas y las humanidades se pongan al servicio de la persona humana, con el fin de darle bienestar económico y seguridad jurídica.

## Organización
La UNHEVAL consta de 14 facultades que albergan 27 carreras profesionales. Dichas especialidades pertenecen al campo del conocimiento del derecho, las ciencias, la ingeniería y la arquitectura.
| Facultad                                        | Escuela                          |
| ----------------------------------------------- | -------------------------------- |
| Facultad de Ciencias Agrarias                   | Ingeniería Agronómica            |
| Facultad de Ciencias Agrarias                   | Ingeniería Agroindustrial        |
| Facultad de Medicina                            | Medicina Humana                  |
| Facultad de Medicina                            | Psicología                       |
| Facultad de Medicina                            | Odontología                      |
| Facultad de Enfermería                          | Enfermería                       |
| Facultad de Obstetricia                         | Obstetricia                      |
| Facultad de Ciencias Administrativas y Turismo  | Ciencias Administrativas         |
| Facultad de Ciencias Administrativas y Turismo  | Turismo y Hotelería              |
| Facultad de Ciencias Contables y Financieras    | Ciencias Contables y Financieras |
| Facultad de Economía                            | Economía                         |
| Facultad de Ciencias Sociales                   | Sociología                       |
| Facultad de Ciencias Sociales                   | Ciencias de la Comunicación      |
| Facultad de Ciencias de la Educación            | Educación Básica                 |
| Facultad de Ciencias de la Educación            | Educación Secundaria             |
| Facultad de Derecho Y Ciencias Políticas        | Derecho                          |
| Facultad de Psicología                          | Psicología                       |
| Facultad de Ingeniería Civil y Arquitectura     | Ingeniería Civil                 |
| Facultad de Ingeniería Civil y Arquitectura     | Arquitectura                     |
| Facultad de Ingeniería Industrial y de Sistemas | Ingeniería Industrial            |
| Facultad de Ingeniería Industrial y de Sistemas | Ingeniería de Sistemas           |
| Facultad de Medicina Veterinaria y Zootecnia    | Medicina Veterinaria             |

## Rankings académicos
En los últimos años se ha generalizado el uso de rankings universitarios internacionales para evaluar el desempeño de las universidades a nivel nacional y mundial; siendo estos rankings clasificaciones académicas que ubican a las instituciones de acuerdo a una metodología científica de tipo bibliométrica que incluye criterios objetivos medibles y reproducibles, tomando en cuenta por ejemplo: la reputación académica, la reputación de empleabilidad para los egresantes, la citas de investigación a sus repositorios y su impacto en la web. Del total de 92 universidades licenciadas en el Perú, la Universidad Nacional Hermilio Valdizán se ha ubicado regularmente dentro de los sesenta primeros lugares a nivel nacional en determinados rankings universitarios internacionales.

## Honoris causa
El título de doctor honoris causa ha sido entregado a diversas personalidades, tanto nacionales como extranjeras. Entre ellas y, recientemente, en marzo de 2023, al catedrático de Derecho Procesal de la Universidad de Alicante, José María Asencio Mellado, y a su hijo, el magistrado, profesor universitario y escritor José María Asencio Gallego.